# Quận Lexington, South Carolina
Quận Lexington là một quận trong tiểu bang Nam Carolina. Theo điều tra dân số năm 2000, quận có dân số 216.014 người, dân số năm 2008 là 248.518 người, Quận lỵ đóng ở Lexington.6

## Địa lý
Theo Cục điều tra dân số Hoa Kỳ, quận có tổng diện tích 758 square miles (1.963 km²), trong đó, 699 dặm Anh vuông (1.811 km²) là diện tích đất và 59 dặm Anh vuông (152 km²) trong tổng diện tích (7,74%) là diện tích mặt nước.

### Các quận giáp ranh
- Quận Richland, Nam Carolina - Đông
- Quận Orangeburg, Nam Carolina - Đông nam
- Quận Calhoun, Nam Carolina - Đông nam
- Quận Aiken, Nam Carolina - Tây nam
- Quận Saluda, Nam Carolina - Tây
- Quận Newberry, Nam Carolina - Tây bắc

## Thông tin nhân khẩu
Theo cuộc điều tra dân số2 tiến hành năm 2000, quận này có dân số 216.014 người, 83.240 hộ, và 59.849 gia đình sinh sống trong quận này. Mật độ dân số là 309 người trên mỗi dặm Anh vuông (119/km²). Đã có 90.978 đơn vị nhà ở với một mật độ bình quân là 130 trên mỗi dặm Anh vuông (50/km²). Cơ cấu chủng tộc của dân cư sinh sống tại quận này gồm 84,18% người da trắng, 12,63% người da đen hoặc người Mỹ gốc Phi, 0,34% người thổ dân châu Mỹ, 1,05% người gốc châu Á, 0,04% người các đảo Thái Bình Dương, 0,79% từ các chủng tộc khác, và 0,98% từ hai hay nhiều chủng tộc. 1,92% dân số là người Hispanic hoặc người Latin thuộc bất cứ chủng tộc nào.
Có 83,240 hộ trong đó có 35,50% có con cái dưới tuổi 18 sống chung với họ, 56,60% là những cặp kết hôn sinh sống với nhau, 11,60% có một chủ hộ là nữ không có chồng sống cùng, và 28,10% là không gia đình. 22,50% trong tất cả các hộ gồm các cá nhân và 6,90% có người sinh sống một mình và có độ tuổi 65 tuổi hay già hơn. Quy mô trung bình của hộ là 2,56 còn quy mô trung bình của gia đình là 3,01,
Cơ cấu độ tuổi dân cư quận này như sau 26,10% dưới độ tuổi 18, 8,30% từ 18 đến 24, 31,60% từ 25 đến 44, 23,80% từ 45 đến 64, và 10,20% người có độ tuổi 65 tuổi hay già hơn. Độ tuổi trung bình là 36 tuổi. Cứ mỗi 100 nữ giới thì có 94,50 nam giới. Cứ mỗi 100 nữ giới có độ tuổi 18 và lớn hơn thì, có 91,30 nam giới.
Thu nhập bình quân của một hộ ở quận này là $44.659, và thu nhập bình quân của một gia đình ở quận này là $52.637, Nam giới có thu nhập bình quân $36.435 so với mức thu nhập $26.387 đối với nữ giới. Thu nhập bình quân đầu người của quận là $21.063, Khoảng 6,40% gia đình và 9,00% dân số sống dưới ngưỡng nghèo, bao gồm 11,10% những người có độ tuổi 18 và 9,30% là những người 65 tuổi hoặc già hơn.